# Loomio
Loomio là một phần mềm ra quyết định được thiết kế để hỗ trợ các nhóm trong quá trình hợp tác ra quyết định. Đây là phần mềm miễn phí trên nền tảng web, nơi người dùng có thể bắt đầu các cuộc thảo luận và đề xuất. Khi các cuộc thảo luận bắt đầu hình thành một đề xuất, nhóm (những người tham gia thảo luận) sẽ nhận được phản hồi thông qua một biểu đồ hình tròn liên tục cập nhật.
Loomio được xây dựng bởi một nhóm các developer (nhà phát triển mạng) đóng tại Wellington, New Zealand. Tuy nhiên, nhiều người từ khắp nơi trên thế giới đã đóng góp tiền bạc và thời gian cho nền tảng này.
Hiện nay Loomio không có sẵn tiếng Việt và đang kêu gọi cộng đồng hỗ trợ dịch sang các ngôn ngữ khác nhau trong đó có tiếng Việt. Nếu bạn quan tâm, có thể tham gia dịch tại đây. 